# Даліла Якупович
Даліла Якупович (словен. Dalila Jakupović) — словенська тенісистка.
Першу перемогу в турнірі WTA Даліла здобула в парному розряді разом із українкою Надією Кіченок на  Istanbul Cup 2017.
У січні 2020 року Якупович змушена була припинити гру під час кваліфікації на Australian open після того, як вона закашлялась та впала, що було викликано забрудненням повітря після австралійських лісових пожеж 2019—2020 років .

## Фінали турнірів WTA

### Парний розряд: 4 (2–2)
| Легенда                             |
| ----------------------------------- |
| Турніри WTA Tour (0–0)              |
| Premier Mandatory & Premier 5 (0–0) |
| Premier (0–0)                       |
| International (2–2)                 |

| Результат | Ранг | Дата           | Турнір                              | Покриття | Партнер         | Опоненти                       | Рахунок       |
| --------- | ---- | -------------- | ----------------------------------- | -------- | --------------- | ------------------------------ | ------------- |
| Поразка   | 1.   | 9 квітня 2017  | Monterrey Open, Мексика             | Тверде   | Надія Кіченок   | Хібіно Нао Аліція Росольська   | 2–6, 6–7(4–7) |
| Перемога  | 1.   | 30 квітня 2017 | Istanbul Cup, Туреччина             | Ґрунт    | Надія Кіченок   | Ніколь Меліхар Елісе Мертенс   | 7–6(8–6), 6–2 |
| Поразка   | 2.   | 15 жовтня 2017 | Tianjin Open, КНР                   | Тверде   | Ніна Стоянович  | Ірина-Камелія Бегу Сара Еррані | 4–6, 3–6      |
| Перемога  | 2.   | 15 квітня 2018 | Copa Colsanitas Santander, Колумбія | Ґрунт    | Ірина Хромачова | Маріана Дуке Надія Подороська  | 6–3, 6–4      |

## WTA 125K Series finals

### Одиночний розряд: 1 (0–1)
| Результат | Ранг | Дата              | Турнір             | Покриття | Опонент         | Рахунок  |
| --------- | ---- | ----------------- | ------------------ | -------- | --------------- | -------- |
| Поразка   | 1.   | 26 листопада 2017 | Mumbai Open, Індія | Тверде   | Орина Соболенко | 2–6, 3–6 |

### Парний розряд: 3 (1–2)
| Результат | Ранг | Дата              | Турнір                         | Покриття | Партнер         | Опоненти                       | Рахунок          |
| --------- | ---- | ----------------- | ------------------------------ | -------- | --------------- | ------------------------------ | ---------------- |
| Поразка   | 1.   | 12 листопада 2017 | Hua Hin Championships, Таїланд | Тверде   | Ірина Хромачова | Дуань Інін Ван Яфань           | 3–6, 3–6         |
| Поразка   | 2.   | 26 листопада 2017 | Mumbai Open, Індія             | Тверде   | Ірина Хромачова | Вікторія Родрігес Бібіан Схофс | 5–7, 6–3, [7–10] |
| Перемога  | 1.   | 5 травня 2018     | Kunming Open, КНР              | Тверде   | Ірина Хромачова | Го Хань'юй Сунь Сюлюй          | 6–1, 6–1         |

## Фінали ITF (13–23)

### Одиночний розряд (5–10)
| Легенда                 |
| ----------------------- |
| Турніри $100,000        |
| $75,000/Турніри $80,000 |
| $50,000/Турніри $60,000 |
| Турніри $25,000         |
| $10,000/Турніри $15,000 |

| Фінали за покриттям |
| ------------------- |
| Тверде (0–3)        |
| Ґрунт (5–7)         |
| Трава (0–0)         |
| Килим (0–0)         |

| Результат | Ранг | Дата            | Категорія | Турнір                                | Покриття | Опонент               | Рахунок            |
| --------- | ---- | --------------- | --------- | ------------------------------------- | -------- | --------------------- | ------------------ |
| Поразка   | 1.   | 12 вересня 2009 | $10,000   | Бенгалуру, Індія                      | Тверде   | Poojashree Venkatesha | 3–6, 3–6           |
| Поразка   | 2.   | 29 січня 2011   | $10,000   | Колката, Індія                        | Ґрунт    | Mari Tanaka           | 4–6, 3–6           |
| Перемога  | 1.   | 10 березня 2012 | $10,000   | Аурангабад (місто, Махараштра), Індія | Ґрунт    | Пеангтарн Пліпич      | 6–4, 7–5           |
| Поразка   | 3.   | 29 квітня 2012  | $10,000   | Анталія, Туреччина                    | Тверде   | Elizaveta Kulichkova  | 5–7, 2–6           |
| Поразка   | 4.   | 14 липня 2013   | $25,000   | Ашаффенбург, Німеччина                | Ґрунт    | Maša Zec Peškirič     | 4–6, 4–6           |
| Поразка   | 5.   | 19 жовтня 2013  | $25,000   | Лагос, Нігерія                        | Тверде   | Тадея Маєрич          | 5–7, 5–7           |
| Перемога  | 2.   | 28 лютого 2015  | $25,000   | Aurangabad                            | Ґрунт    | Han Xinyun            | 6–7(5–7), 6–4, 6–4 |
| Поразка   | 6.   | 26 липня 2015   | $25,000   | Дармштадт, Німеччина                  | Ґрунт    | Їсалін Бонавентюре    | 3–6, 6–7(4–7)      |
| Поразка   | 7.   | 22 травня 2016  | $25,000   | Казерта, Італія                       | Ґрунт    | Ізабелла Шинікова     | 2–6, 6–4, 2–6      |
| Поразка   | 8.   | 20 червня 2016  | $25,000   | Ленцергайде, Швейцарія                | Ґрунт    | Тамара Корпач         | 6–4, 4–6, 2–6      |
| Поразка   | 9.   | 27 червня 2016  | $25,000   | Штутгарт, Німеччина                   | Ґрунт    | Ліна Гьорчеська       | 2–6, 6–3, 4–6      |
| Перемога  | 3.   | 9 липня 2016    | $25,000   | Турин, Італія                         | Ґрунт    | Ліна Гьорчеська       | 7–5, 6–4           |
| Поразка   | 10.  | 17 липня 2016   | $25,000   | Aschaffenburg                         | Ґрунт    | Анна Калинська        | 3–6, 6–2, 2–6      |
| Перемога  | 4.   | 14 серпня 2016  | $25,000   | Гехінген (Цоллернальб), Німеччина     | Ґрунт    | Cindy Burger          | 6–3, 4–6, 7–6(7–5) |
| Перемога  | 5.   | 25 березня 2018 | $60,000   | Canberra, Австралія                   | Ґрунт    | Destanee Aiava        | 6–4, 6-4           |

### Парний розряд (8–13)
| Легенда          |
| ---------------- |
| Турніри $100,000 |
| Турніри $75,000  |
| Турніри $50,000  |
| Турніри $25,000  |
| Турніри $15,000  |
| Турніри $10,000  |

| Фінали за покриттям |
| ------------------- |
| Тверде (3–3)        |
| Ґрунт (5–8)         |
| Трава (0–1)         |
| Килим (0–1)         |

| Результат | Ранг | Дата              | Категорія | Турнір                                | Покриття   | Партнер                | Опоненти                                  | Рахунок               |
| --------- | ---- | ----------------- | --------- | ------------------------------------- | ---------- | ---------------------- | ----------------------------------------- | --------------------- |
| Поразка   | 1.   | 30 серпня 2008    | $10,000   | Pörtschach, Австрія                   | Ґрунт      | Sofiya Kovalets        | Barbara Hellwig Сандра Клеменшиц          | 6–2, 2–6, [7–10]      |
| Перемога  | 1.   | 19 червня 2009    | $10,000   | Мелілья, Іспанія                      | Тверде     | Zuzana Zlochová        | Lucia Kovarčíková Davinia Lobbinger       | 6–2, 6–4              |
| Поразка   | 2.   | 11 липня 2009     | $10,000   | Філікстоу, Велика Британія            | Трава      | Sarah-Rebecca Sekulic  | Джоселін Рей Джейд Віндлі                 | 1–6, 0–6              |
| Поразка   | 3.   | 6 серпня 2009     | $10,000   | Нью-Делі, Індія                       | Тверде     | Ashmitha Easwaramurthi | Alexandra Kolesnichenko Емілі Веблі-Сміт  | 2–6, 4–6              |
| Поразка   | 4.   | 28 серпня 2010    | $10,000   | Pörtschach                            | Ґрунт      | Vivienne Vierin        | Evelyn травняr Julia травняr              | 4–6, 1–6              |
| Поразка   | 5.   | 16 жовтня 2010    | $10,000   | Ain Sukhna, Єгипет                    | Ґрунт      | Valentine Confalonieri | Iveta Gerlová Lucie Kriegsmannová         | 1–6, 4–6              |
| Перемога  | 2.   | 28 січня 2011     | $10,000   | Колката, Індія                        | Ґрунт      | Ніколе Клеріко         | Ankita Raina Poojashree Venkatesha        | 6–3, 6–1              |
| Поразка   | 6.   | 19 березня 2011   | $10,000   | Fällanden, Швейцарія                  | Килим (i)  | Anja Prislan           | Ксенія Кноль Амра Садікович               | 3–6, 3–6              |
| Поразка   | 7.   | 25 листопада 2011 | $10,000   | Анталія, Туреччина                    | Ґрунт      | Sarah-Rebecca Sekulic  | Diana Enache Daniëlle Harmsen             | 1–6, 3–6              |
| Перемога  | 3.   | 9 березня 2012    | $10,000   | Аурангабад (місто, Махараштра), Індія | Ґрунт      | Sarah-Rebecca Sekulic  | Пеангтарн Пліпич Varunya Wongteanchai     | 6–1, 6–3              |
| Поразка   | 8.   | 15 червня 2013    | $10,000   | Шарм-еш-Шейх, Єгипет                  | Тверде     | Кіра Шрофф             | Sowjanya Bavisetti Анна Моргіна           | 1–6, 6–3, [6–10]      |
| Поразка   | 9.   | 13 вересня 2013   | $50,000   | Трабзон, Туреччина                    | Тверде     | Ani Amiraghyan         | Оксана Калашникова Александра Крунич      | 2–6, 1–6              |
| Поразка   | 10.  | 13 червня 2014    | $25,000   | Будапешт, Угорщина                    | Ґрунт      | Катержина Крамперова   | Река Луца Яні Ірина Хромачова             | 5–7, 4–6              |
| Перемога  | 4.   | 14 листопада 2015 | $25,000   | Братислава, Словаччина                | Тверде (i) | Anne Schäfer           | Міхаела Гончова Chantal Škamlová          | 6–7(5–7), 6–2, [10–8] |
| Перемога  | 5.   | 12 грудня 2015    | $25,000   | Каїр, Єгипет                          | Ґрунт      | Валентина Івахненко    | Martina Caregaro Река Луца Яні            | w/o                   |
| Перемога  | 6.   | 8 липня 2016      | $25,000   | Турин, Італія                         | Ґрунт      | Ліна Гьорчеська        | Alice Matteucci Sofia Shapatava           | 6–3, 6–3              |
| Поразка   | 11.  | 17 липня 2016     | $25,000   | Ашаффенбург, Німеччина                | Ґрунт      | Lu Jiajing             | Нікола Гоєр Анна Цая                      | 4–6, 4–6              |
| Поразка   | 12.  | 24 липня 2016     | $25,000   | Дармштадт, Німеччина                  | Ґрунт      | Anita Husarić          | Valentini Grammatikopoulou Анна Калинська | 4–6, 1–6              |
| Поразка   | 13.  | 10 червня 2017    | $100,000  | Marseille, Франція                    | Ґрунт      | Dalma Gálfi            | Natela Dzalamidze Вероніка Кудерметова    | 6–7(5–7), 4–6         |
| Перемога  | 7.   | 5 січня 2018      | $25,000   | Playford, Австралія                   | Тверде     | Ірина Хромачова        | Junri Namigata Erika Sema                 | 2–6, 7–5, [10–5]      |
| Перемога  | 8.   | 23 березня 2018   | $60,000   | Canberra, Австралія                   | Ґрунт      | Priscilla Hon          | Ніномія Макото Мію Като                   | 6–4, 4–6, [10–7]      |